# Drassodes
Drassodes là một chi nhện trong họ Gnaphosidae.

## Các loài
Theo The World Spider Catalog 13.5:
- Drassodes acrotirius Roewer, 1928
- Drassodes adisensis Strand, 1906
- Drassodes affinis (Nicolet, 1849)
- Drassodes afghanus Roewer, 1961
- Drassodes albicans (Simon, 1878)
- Drassodes andamanensis Tikader, 1977
- Drassodes andorranus Denis, 1938
- Drassodes angulus Platnick & Shadab, 1976
- Drassodes arapensis Strand, 1908
- Drassodes archibensis Ponomarev & Alieva, 2008
- Drassodes assimilatus (Blackwall, 1865)
- Drassodes astrologus (O. Pickard-Cambridge, 1874)
- Drassodes auriculoides Barrows, 1919
- Drassodes auritus Schenkel, 1963
- Drassodes bechuanicus Tucker, 1923
- Drassodes bendamiranus Roewer, 1961
- Drassodes bicurvatus Roewer, 1961
- Drassodes bifidus Kovblyuk & Seyyar, 2009
- Drassodes brachythelis (Thorell, 1890)
- Drassodes braendegaardi Caporiacco, 1949
- Drassodes caffrerianus Purcell, 1907
- Drassodes calceatus Purcell, 1907
- Drassodes cambridgei Roewer, 1951
- Drassodes canaglensis Caporiacco, 1927
- Drassodes carinivulvus Caporiacco, 1934
- Drassodes caspius Ponomarev & Tsvetkov, 2006
- Drassodes cerinus Simon, 1897
- Drassodes charcoviae (Thorell, 1875)
- Drassodes charitonovi Tuneva, 2005
- Drassodes chybyndensis Esyunin & Tuneva, 2002
- Drassodes clavifemur (Reimoser, 1935)
- Drassodes corticalis (Lucas, 1846)
- Drassodes crassipalpus (Roewer, 1961)
- Drassodes crassipes (Lucas, 1846)
- Drassodes cupa Tuneva, 2005
- Drassodes cupreus (Blackwall, 1834)
- Drassodes dagestanus Ponomarev & Alieva, 2008
- Drassodes daliensis Yang & Song, 2003
- Drassodes delicatus (Blackwall, 1867)
- Drassodes deoprayagensis Tikader & Gajbe, 1975
- Drassodes depilosus Dönitz & Strand, 1906
- Drassodes deserticola Simon, 1893
- Drassodes difficilis (Simon, 1878)
- Drassodes dispulsoides Schenkel, 1963
- Drassodes distinctus (Lucas, 1846)
- Drassodes dregei Purcell, 1907
- Drassodes drydeni Petrunkevitch, 1914
- Drassodes ellenae (Barrion & Litsinger, 1995)
- Drassodes ereptor Purcell, 1907
- Drassodes falciger Jézéquel, 1965
- Drassodes fedtschenkoi (Kroneberg, 1875)
- Drassodes fugax (Simon, 1878)
- Drassodes gangeticus Tikader & Gajbe, 1975
- Drassodes gilvus Tullgren, 1910
- Drassodes gooldi Purcell, 1907
- Drassodes gosiutus Chamberlin, 1919
- Drassodes gujaratensis Patel & Patel, 1975
- Drassodes hamiger (Thorell, 1877)
- Drassodes hebei Song, Zhu & Zhang, 2004
- Drassodes helenae Purcell, 1907
- Drassodes heterophthalmus Simon, 1905
- Drassodes himalayensis Tikader & Gajbe, 1975
- Drassodes ignobilis Petrunkevitch, 1914
- Drassodes imbecillus (L. Koch, 1875)
- Drassodes inermis (Simon, 1878)
- Drassodes infletus (O. Pickard-Cambridge, 1885)
- Drassodes insidiator Thorell, 1897
- Drassodes insignis (Blackwall, 1862)
- Drassodes interemptor (O. Pickard-Cambridge, 1885)
- Drassodes interlisus (O. Pickard-Cambridge, 1885)
- Drassodes interpolator (O. Pickard-Cambridge, 1885)
- Drassodes involutus (O. Pickard-Cambridge, 1885)
- Drassodes jakkabagensis Charitonov, 1946
- Drassodes jiufeng Tang, Song & Zhang, 2001
- Drassodes kaszabi Loksa, 1965
- Drassodes katunensis Marusik, Hippa & Koponen, 1996
- Drassodes kibonotensis Tullgren, 1910
- Drassodes krausi (Roewer, 1961)
- Drassodes kwantungensis Saito, 1937
- Drassodes lacertosus (O. Pickard-Cambridge, 1872)
- Drassodes lapidosus (Walckenaer, 1802)
- Drassodes lapsus (O. Pickard-Cambridge, 1885)
- Drassodes licenti Schenkel, 1953
- Drassodes lindbergi Roewer, 1961
- Drassodes lividus Denis, 1958
- Drassodes longispinus Marusik & Logunov, 1995
- Drassodes lophognathus Purcell, 1907
- Drassodes luridus (O. Pickard-Cambridge, 1874)
- Drassodes luteomicans (Simon, 1878)
- Drassodes lutescens (C. L. Koch, 1839)
- Drassodes lyratus Purcell, 1907
- Drassodes lyriger Simon, 1909
- Drassodes macilentus (O. Pickard-Cambridge, 1874)
- Drassodes malagassicus (Butler, 1879)
- Drassodes mandibularis (L. Koch, 1866)
- Drassodes manducator (Thorell, 1897)
- Drassodes masculus Tucker, 1923
- Drassodes mauritanicus Denis, 1945
- Drassodes meghalayaensis Tikader & Gajbe, 1977
- Drassodes mirus Platnick & Shadab, 1976
- Drassodes montenegrinus (Kulczynski, 1897)
- Drassodes monticola (Kroneberg, 1875)
- Drassodes myogaster (Bertkau, 1880)
- Drassodes nagqu Song, Zhu & Zhang, 2004
- Drassodes narayanpurensis Gajbe, 2005
- Drassodes natali Esyunin & Tuneva, 2002
- Drassodes neglectus (Keyserling, 1887)
- Drassodes nigroscriptus Simon, 1909
- Drassodes nox Dönitz & Strand, 1906
- Drassodes nugatorius (Karsch, 1881)
- Drassodes obscurus (Lucas, 1846)
- Drassodes orientalis (L. Koch, 1866)
- Drassodes parauritus Song, Zhu & Zhang, 2004
- Drassodes paroculus Simon, 1893
- Drassodes parvidens Caporiacco, 1934
- Drassodes pashanensis Tikader & Gajbe, 1977
- Drassodes pectinifer Schenkel, 1936
- Drassodes phagduaensis Tikader, 1964
- Drassodes placidulus Simon, 1914
- Drassodes platnicki Song, Zhu & Zhang, 2004
- Drassodes prosthesimiformis Strand, 1906
- Drassodes pseudolesserti Loksa, 1965
- Drassodes pubescens (Thorell, 1856)
- Drassodes rhodanicus Simon, 1914
- Drassodes robatus Roewer, 1961
- Drassodes rostratus Esyunin & Tuneva, 2002
- Drassodes rubicundulus Caporiacco, 1934
- Drassodes rubidus (Simon, 1878)
- Drassodes rufipes (Lucas, 1846)
- Drassodes rugichelis Denis, 1962
- Drassodes russulus (Thorell, 1890)
- Drassodes saccatus (Emerton, 1890)
- Drassodes saganus Strand, 1918
- Drassodes sagarensis Tikader, 1982
- Drassodes saitoi Schenkel, 1963
- Drassodes serratichelis (Roewer, 1928)
- Drassodes serratidens Schenkel, 1963
- Drassodes sesquidentatus Purcell, 1908
- Drassodes shawanensis Song, Zhu & Zhang, 2004
- Drassodes similis Nosek, 1905
- Drassodes simplex Kulczynski, 1926
- Drassodes simplicivulvus Caporiacco, 1940
- Drassodes singulariformis Roewer, 1951
- Drassodes sirmourensis (Tikader & Gajbe, 1977)
- Drassodes sitae Tikader & Gajbe, 1975
- Drassodes sockniensis (Karsch, 1881)
- Drassodes solitarius Purcell, 1907
- Drassodes soussensis Denis, 1956
- Drassodes spinicrus Caporiacco, 1928
- Drassodes splendens Tucker, 1923
- Drassodes stationis Tucker, 1923
- Drassodes sternatus Strand, 1906
- Drassodes striatus (L. Koch, 1866)
- Drassodes subviduatus Strand, 1906
- Drassodes taehadongensis Paik, 1995
- Drassodes tarrhunensis (Karsch, 1881)
- Drassodes termezius Roewer, 1961
- Drassodes tesselatus Purcell, 1907
- Drassodes thaleri Hervé & Rollard, 2009
- Drassodes thimei (L. Koch, 1878)
- Drassodes tikaderi (Gajbe, 1987)
- Drassodes tiritschensis Miller & Buchar, 1972
- Drassodes tortuosus Tucker, 1923
- Drassodes unicolor (O. Pickard-Cambridge, 1872)
- Drassodes uritai Tang, Oldemtu, Zhao & Song, 1999
- Drassodes venustus (Nicolet, 1849)
- Drassodes villosus (Thorell, 1856)
- Drassodes viveki (Gajbe, 1992)
- Drassodes voigti (Bösenberg, 1899)
- Drassodes vorax Strand, 1906
- †Drassodes femurus Lin, Zhang & Wang, 1989
- †Drassodes sextii Berland, 1939

## Hình ảnh

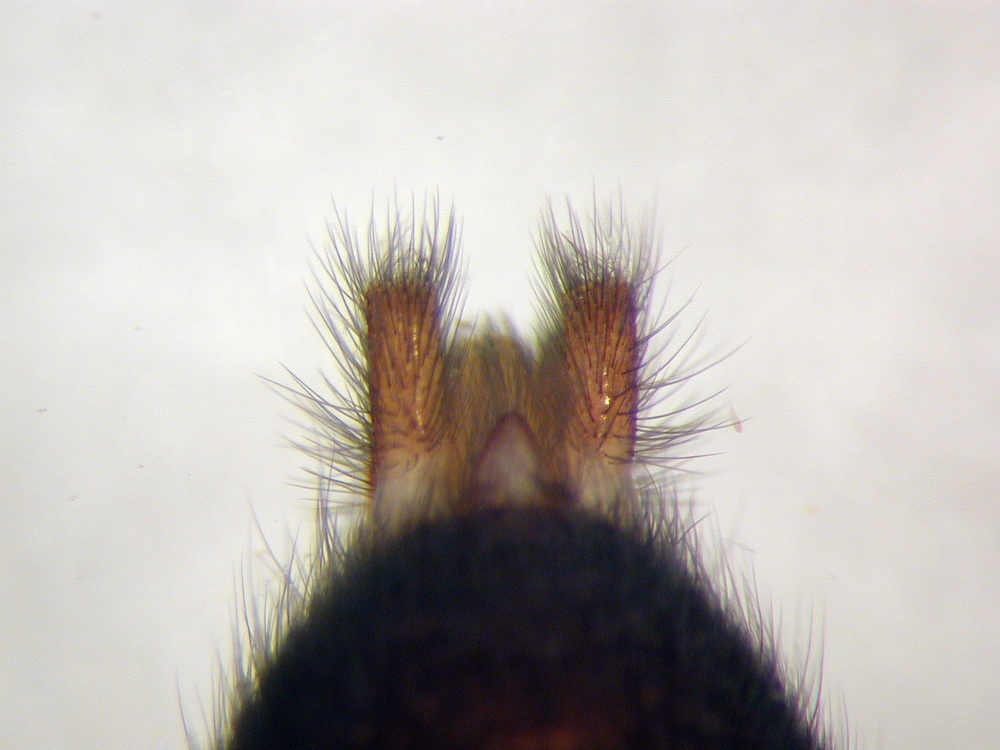
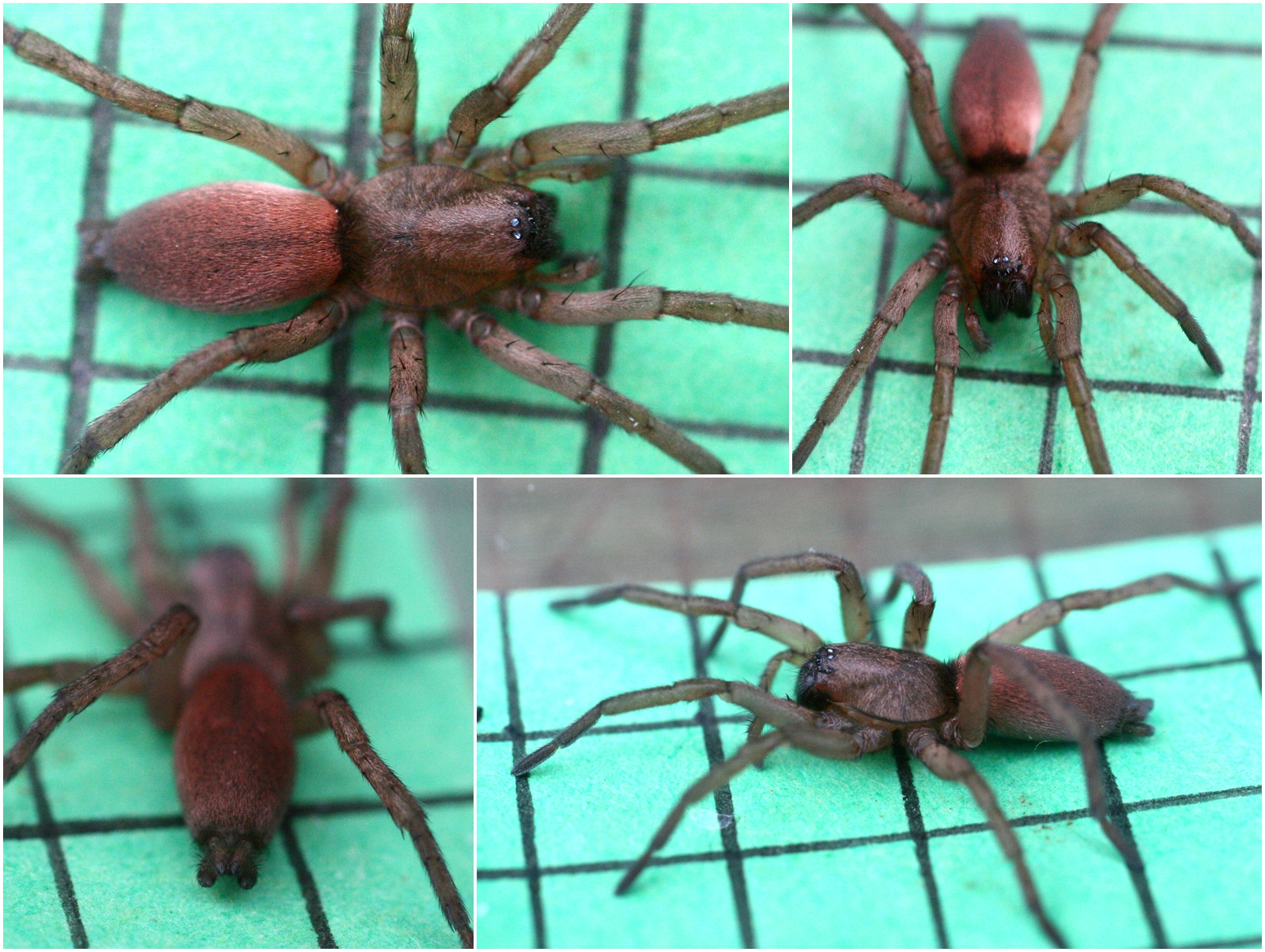